# Jesús Leonor Isáis Verdugo
Jesús Leonor Isáis Verdugo (La Paz, Baja California Sur, 8 de enero de 1937) también conocida como Quichu, es una pianista, compositora, concertista y maestra de formación musical mexicana.

## Biografía
Nació en el seno de una familia orientada a la música. Fue hija de Justino Isáis Marcq, oriundo de La Paz, y de Enriqueta Verdugo Talamantes, originaria de El Triunfo.
Ambas familias musicales. Todos tocaban mandolina, guitarra, piano. Desde chiquita fue normal para mí ver a toda la familia tocar piano, 
según ha expresado, por lo que comenzó a tocar el piano desde los cuatro años.

La pianista refiere haber nacido con oído absoluto por lo que con escuchar la música tan sólo una vez, era suficiente para que identificara los tonos y las melodías y pudiera interpretarlos.
Recuerdo que el único que tenía radio en esta calle era Paco Estrada y me iba al ciruelo que estaba debajo de su casa, a escuchar e irme al piano a tocarlas.
El entorno musical de la década de los cuarenta en La Paz fue particular porque las familias apreciaban tocar música interpretada al piano. Quichu recuerda en esa época los recorridos de su infancia, junto a sus hermanas, cuando salían a caminar por las tardes para desear las buenas noches a sus abuelas de la siguiente manera:
¿Cuántos pianos había en ese trayecto? El Piano era como tener ahora una televisión. En La Paz caminar por las noches era [escuchar] piano, piano, piano. […] Saqué [sic] cuarenta pianos de la calle de los Gastélum [familia] a la casa de mi mamá.
Su formación inició a cargo de Juanita O. de Navarro en la Escuela de Música, Danza y Arte Escénico del Gobierno del Territorio, fundada por Francisco J. Múgica, gobernador de la entidad.
En julio de 1945 presentó el primer examen teórico sobre práctica de piano, en el primer año elemental.
En 1946, la institución cambió de nombre a Escuela de Música de La Paz, dependiente del Instituto Nacional de Bellas Artes, cuyo puesto directivo estuvo a cargo de Gilberto Raúl Mendoza Ibarra, quien también fuera su maestro de solfeo. La mayor parte de su preparación pianística la recibió del profesor y compositor Luis Peláez Manríquez bajo cuya tutela logró titularse del ciclo superior con Mención Honorífica.

Peláez Manríquez fue discípulo de Antonio Gómezanda, quien a su vez fuera alumno de Manuel M. Ponce y destacara por la influencia de Franz Liszt a través de Emil Von Sauer. En razón de ello, menciona la pianista
Peláez Manríquez siempre comentaba [que] nosotros éramos bisnietos de Liszt. 
Continuó su preparación en la ciudad de Viena, con las maestras Maria-Regina Seidlhofer, Carmen Graf-Adnet y Clarissa Graf Costa en la Hochschule of Music. Asistió anualmente a los cursos de verano en la Internationale Sommerakademie Mozarteum, en la ciudad de Salzburgo bajo la dirección del profesor Hans Graf.
Quichu Isáis reconoce que entre sus autores preferidos se encuentran Aleksandr Skriabin y Claude Debussy.
Como pianista profesional dispone un repertorio de obras tanto de compositores extranjeros como nacionales y se ha presentado en conciertos en Alemania, Holanda, Estados Unidos y en su tierra natal.
Durante su residencia en Viena, de 1984 a 1986, fue responsable del área de música y concertista oficial del Centro de Congresos del City Club.
En abril de 1997, un año después de regresar a la ciudad de La Paz, fundó el Centro de Formación Musical Profr. Luis Peláez Manríquez, que dirige con el propósito de identificar aptitudes en el piano y música de nuevas generaciones y contribuir a su desarrollo.
En 2003, encabezó la promoción del Museo de la Música, institución que fue inaugurada el 12 de diciembre del mismo año en El Triunfo, Baja California Sur, abierto para la exhibición de instrumentos musicales y documentos históricos.
La pianista Quichu Isáis continua dando conciertos en ocasiones especiales como el 8 de marzo, Día Internacional de la Mujer, así como en las clausuras de verano e invierno del Centro de Formación Musical. Por ejemplo, a los 84 años grabó sus composiciones Mi Bahía, Despertar, Himno Luctuoso y Cuadros Magnéticos para el Festival Internacional de Música de Tecla Española (FIMTE) 2021 en el estudio de Maria Fernanda del Peón Pacheco.

## Obra
Entre sus composiciones destacan:
- Mi Bahía, una barcarola nostálgica.
- Despertar, una lieder.
- ¿Por qué?, un vals.
- Evocación, una romanza.
- Himno Luctuoso.
- La Tortilla.
- Cuadros Magnéticos.

## Premios y reconocimientos
- En 2016 recibió la Medalla al Mérito Cultural Néstor Agúndez Martínez, por parte del Congreso del Estado de Baja California Sur, convirtiéndose en la primera mujer en recibir este reconocimiento.
- El 8 de marzo de 2014 recibió un concierto homenaje por el Ayuntamiento de La Paz en coordinación con la Escuela de Música del Estado de Baja California Sur en reconocimiento a su trayectoria musical.
- En 2012 recibió un reconocimiento como parte de la Generación Dorada, por sus logros y aportaciones al mundo del arte, cultura y tradiciones populares de Baja California Sur.
- En 2010, le fue entregado el premio Valor Cultural de Baja California Sur.[2][6]